# 宫锁沉香
《宮鎖沉香》，又名電影版《宮》、《宮4》，由萬達影視出品發行，是編劇正繼《宮鎖心玉》、《宮鎖珠簾》後的又一部宮系列影視作品，由周冬雨、陳曉、趙麗穎主演，陸毅、黃聖依、趙文瑄、邬君梅、張衛健、伊能靜友情出演。本片2012年10月4日开机，12月5日杀青，2013年8月13日“七夕情人节”在中国大陆上映，同年10月3日19:00在CCTV-6播出。

## 劇情
影片講述了清朝康熙年間，兆佳·沉香入宮遇見了同齡宮女琉璃，兩人結為好友。琉璃一心想出人頭地，企圖邂逅阿哥變鳳凰，不惜背叛陷害沉香；而沉香則偶然與十三阿哥相愛，經過曲折坎坷，倆人終于歸隱遠去，相愛厮守。

## 演員
主要演員
| 演員                | 角色      | 備註 |
| 周冬雨 童年：張子楓 | 兆佳·沉香 | 善良單純的宮女，入宮後在命運的安排下走上了全然未知的道路。在宮中的她不得不面對人生中相生相伴的虛實與假假真真，尤其是愛情更是讓她難以自拔。                                                                               |
| 陳曉 童年：方姚子镱 | 胤祥      | 怡親王，清朝康熙皇帝愛新覺羅·玄燁第十三子。在宮中與善良單純的沉香暗生情愫，經過曲折坎坷，兩人最終歸隱遠去，相愛廝守。 |
| 趙麗穎 童年：蔣依依 | 琉璃      | 十三福晉，曾是給予沉香溫暖的好朋友，後為了出人頭地，不惜陷害沉香，與九阿哥發生關係，本來九阿哥答應他會去宗人府通知娶她為妾，但九阿哥出爾反爾，後來冒充十三阿哥晚上認識的沉香，替代嫁給十三阿哥，與九阿哥發生了一段畸戀。 |

其他演員
| 演員              | 角色         | 備註                                       |
| 陸毅              | 胤禛         | 雍正帝(清世宗)                             |
| 朱梓骁            | 胤禟         | 九阿哥                                     |
| 趙文瑄            | 玄烨         | 康熙帝(清圣祖)                             |
| 邬君梅            | 德妃(乌雅氏) | 孝恭仁皇后，雍正(胤禛)之生母，康熙帝之妃。 |
| 包貝爾 童年：陈旭 | 春寿         | 太监，沉香在宫中的好友。                   |
| 王雙              | 成妃         | 七阿哥(胤祐)之生母，康熙帝之妃             |

客串
| 演員    | 角色   | 備註                               |
| 張茜    | 宣妃   | 康熙帝之妃,康熙帝的表妹。          |
| 伊能靜* | 雪禾   | 疯癫宫女                           |
| 黃聖依  | 敏妃   | 十三阿哥(胤祥)之生母，康熙帝之妃。 |
| 張雅萌  | 惠妃   | 大阿哥(胤禔)之生母，康熙帝之妃     |
| 林子聪  | 胤礽   | 太子                               |
| 苑琼丹  | 嬷嬷   |                                    |
| 張衛健  | 主太監 |                                    |
| 盛鑑    | 御醫   |                                    |
| 白珊    | 秋娘   | 宮女領導                           |

* 戲份全部被刪，仅出現在片花中。

## 主创
- 出品人：叶宁等
- 监制：李锦文
- 制片人：杜杨
- 导演：潘安子
- 第一副导演：卓宝兰
- 编剧：正
- 摄影指导：邹连友
- 剪辑师：张嘉辉
- 服装造型设计：吴宝玲
- 美术：刘世运
- 原创音乐作曲：金培达
- 特效总监 视觉效果：Josh Cole

## 音樂
| 曲序 | 曲目               |    | 作曲   | 演唱 |
| ---- | ------------------ | -- | ------ | ---- |
| 1.   | 〈太爱你〉(主题曲) | 正 | 金培达 | 刘忻 |

## 相关作品
- 网络“彩蛋”剧《我为宫狂》，专门为电影《宫锁沉香》量身定做，讲述的则是琉璃穿越到现代的故事。共9集，每集20多分钟，于2013年8月1日在腾讯网播出[2]。

- 同名小说《宫锁沉香》（ISBN 9787511250933）

## 宣传
- 6月15日，《宫锁沉香》剧组出席第16届上海电影节开幕式红毯仪式。
- 6月17日，第16届上海电影节《宫锁沉香》新闻发布会，并推出首款预告片。
- 7月18日，推出第二版预告片《鹊占凤巢》。
- 8月1日，推出终极预告片及终极海报[3]
- 8月17日，录制《快樂大本營》(周冬雨、陳曉、趙麗穎、朱梓驍、包貝爾)

## 票房和评价
- 8月13日“七夕”上映首日票房为2100万元，首周六天票房为4800万元[4]，至8月25日累计5473万元人民币[5]。
- 《齐鲁晚报》：整部电影的剧情，基本是爱情裹挟着宫鬥在走，尽管这剧情狗血得可以，但其中的真爱，还是能够恰如其分地敲打着观众的心[6]。
- 本片被搜狐评为2013下半年十大华语烂片第五名[7]。

## 相關
- 宮鎖心玉
- 宫锁珠帘
- 我為宮狂系列
- 宫锁连城